# 88 minut
88 minut (v anglickém originále 88 Minutes) je americký kriminální film z roku 2007. Režisérem filmu je Jon Avnet. Hlavní role ve filmu ztvárnili Al Pacino, Alicia Witt, Leelee Sobieski, Amy Brenneman a William Forsythe.

## Obsazení
| Al Pacino          | Jack Gramm                   |
| Alicia Witt        | Kim Cummings                 |
| Leelee Sobieski    | Lauren Douglas/Lydia Doherty |
| Amy Brenneman      | Shelly Barnes                |
| William Forsythe   | Frank Parks                  |
| Deborah Kara Unger | Carol Johnson                |
| Benjamin McKenzie  | Mike Stempt                  |
| Neal McDonough     | Cheddar Bob                  |